# Polepy (kraj środkowoczeski)
Polepy – gmina w Czechach, w powiecie Kolín, w kraju środkowoczeskim. Według danych z dnia 1 stycznia 2013 liczyła 596 mieszkańców.